# Anandrodasys
Anandrodasys is een geslacht van buikharigen uit de familie van de Redudasyidae. De wetenschappelijke naam van het geslacht soort werd voor het eerst geldig gepubliceerd in 2012 door Todaro, Dal Zotto, Jondelius, Hochberg, Hummon, Kanneby en Rocha.

## Soorten
- Anandrodasys agadasys (Hochberg, 2003)